# هری بورگوین
هری بورگوین (انگلیسی: Harry Burgoyne؛ زادهٔ ۲۸ دسامبر ۱۹۹۶) بازیکن فوتبال است.
از باشگاه‌هایی که در آن بازی کرده‌است می‌توان به باشگاه فوتبال ولورهمپتون واندررز اشاره کرد.